# Lambahnúkur (bergstopp i Island, lat 65,00, long -21,42)
Lambahnúkur är en bergstopp i republiken Island. Den ligger i regionen Västlandet, 100 km norr om huvudstaden Reykjavík. 
Trakten runt Lambahnúkur är nära nog obefolkad, med mindre än två invånare per kvadratkilometer. Det finns inga samhällen i närheten. Trakten runt Lambahnúkur består i huvudsak av gräsmarker.